# John Langdon (politico)
John Langdon (Portsmouth, 26 giugno 1741 – Portsmouth, 18 settembre 1819) è stato un politico statunitense.
Fu uno dei primi due senatori eletti a rappresentare il New Hampshire presso gli organi parlamentari federali degli Stati Uniti d'America.
Langdon appoggiò la Rivoluzione Americana e fu senatore per 12 anni ricoprendo la prima carica di Presidente pro tempore del Senato federale. Divenne poi Governatore dello Stato del New Hampshire. Nel 1812 rifiutò l'invito alla carica di vicepresidente degli Stati Uniti.
Storicamente è considerato uno degli uomini politici di maggior rilievo del New Hampshire.